# مارتي غيرفيه
مارتي غيرفيه هو مصور وصحفي وشاعر كندي، ولد في 1946.